# Cade (Einheit)
Cade war ein Maß von unterschiedlicher Bedeutung.

## Frankreich
- Cade war ein französisches Volumenmaß.[1]

## Algerien
Cade war ein Ellenmaß in Algerien.
- 1 Cade = 210 Pariser Linien = 0,4737 Meter

## Marokko
Cade, auch Cadée, war ein Ellenmaß in Marokko.
- - 1 Cade = 229 Pariser Linien = 0,514 Meter
  - 1 Cade = 1 Fuß und 7 Zoll und 8 Linien (rheinländische Maße)

## England
Als englisches Maß war es ein Stückmaß.
- 1 Cade = 1 Fässchen mit 500 Heringen oder 1000 Sardellen[4]